# La historia de Dios
La historia de Dios (en inglés: The Story of God with Morgan Freeman) es una serie documental de televisión estadounidense emitida por National Geographic el 3 de abril de 2016. Los episodios son protagonizados por el actor Morgan Freeman quien explora varias culturas y religiones, abarcando temas acerca de la fe, Dios, y su gran poder.
la historia de Dios trata de comparar varios puntos de vista para tratar de resolver preguntas que nos hemos hecho toda la vida. La segunda temporada se estrenó el 16 de enero de 2017, mientras que la tercera temporada se estrenó el 28 de abril de 2019.

## Episodios

### Temporada 1
| N.º | Título en inglés      | Título en español | Salida al aire      |
| --- | --------------------- | ----------------- | ------------------- |
| 1   | Beyond Death          | La Muerte         | 3 de abril de 2016  |
| 2   | Apocalypse            | El Fin            | 10 de abril de 2016 |
| 3   | Who is God?           | ¿Quién es Dios?   | 17 de abril de 2016 |
| 4   | Creation              | La Creación       | 24 de abril de 2016 |
| 5   | Why Does Evil Exist?  | El Mal            | 1 de mayo de 2016   |
| 6   | The Power of Miracles | Milagros          | 8 de mayo de 2016   |

### Temporada 2
| N.º | Título en inglés | Título en español | Salida al aire      |
| --- | ---------------- | ----------------- | ------------------- |
| 1   | The Chosen One   | El Elegido        | 16 de enero de 2017 |
| 2   | Heaven and Hell  | Cielo e Infierno  | 23 de enero de 2017 |
| 3   | Proof of God     | Prueba de Dios    | 30 de enero de 2017 |

### Temporada 3
| N.º | Título en inglés     | Título en español   | Salida al aire      |
| --- | -------------------- | ------------------- | ------------------- |
| 1   | Gods Among Us        | Dios entre nosotros | 28 de abril de 2019 |
| 2   | Search for the Devil | La búsqueda del mal | 28 de abril de 2019 |
| 3   | Visions of God       | Apariciones         | 5 de mayo de 2019   |
| 4   | Deadly Sins          | Pecados mortales    | 12 de mayo de 2019  |
| 5   | Holy Laws            | Benditas leyes      | 19 de mayo de 2019  |
| 6   | Divine Secrets       | Secretos divinos    | 26 de mayo de 2019  |